# Înainte de ploaie
Înainte de ploaie (în macedoneană Пред дождот, transliterat: Pred doždot) este un film macedonean de război din 1994 scris și regizat de Milcho Manchevski, cu actorii Katrin Cartlidge, Rade Šerbedžija, Grégoire Colin și Labina Mitevska în rolurile principale. Cu o imagine de Manuel Teran, montaj de Nicolas Guster și coloană sonoră originală a trupei macedonene Anastasia⁠(d), filmul a fost lăudat în recenzii și la festivaluri pentru interacțiunea sofisticată a trei narațiuni scurte aparent fără legătură între ele și efectul emoțional al regiei sale. A fost urmărit de spectatori din peste 50 de țări.

## Rezumat
Este o poveste tragică a unor îndrăgostiți predestinați care are loc pe fundalul turbulențelor politice din Macedonia și Londra contemporană. Trei povestiri de dragoste se împletesc pentru a crea un portret al Europei moderne.
După ce un incident misterios din munții macedoneni își lasă amprenta asupra oamenilor și evenimentelor dincolo de originea sa, acesta amenință să declanșeze un război civil și reunește un tânăr călugăr mut, un editor de imagini din Londra și un fotograf de război deziluzionat. 
Povestit în trei părți și conectat prin personaje și evenimente, filmul Înainte de ploaie explorează natura intransigentă a războiului în timp ce devastează viețile celor nebănuitori și îi forțează pe cei nevinovați să ia parte.